# Wariant (językoznawstwo)
Wariant – element językowy, który traktuje się jako identyczny z punktu widzenia jego funkcji, chociaż różni się on formą, np. przednio-językowo-zębowe Ł oraz niezgłoskotwórcze U w języku polskim (np. w wymowie scenicznej i kresowej [ɫafka] wobec powszechniejszego [wafka]). O wariantach najczęściej mówi się w fonologii.